# Thiérache
Die Thiérache (flämisch: Tierasse) ist eine Gegend in den französischen Départements Aisne, Ardennes und Nord sowie in den angrenzenden Provinzen  Belgiens Hennegau und Namur. Sie wird vom Fluss Oise durchflossen. Hauptorte sind
Guise und Hirson an der Oise sowie Vervins.

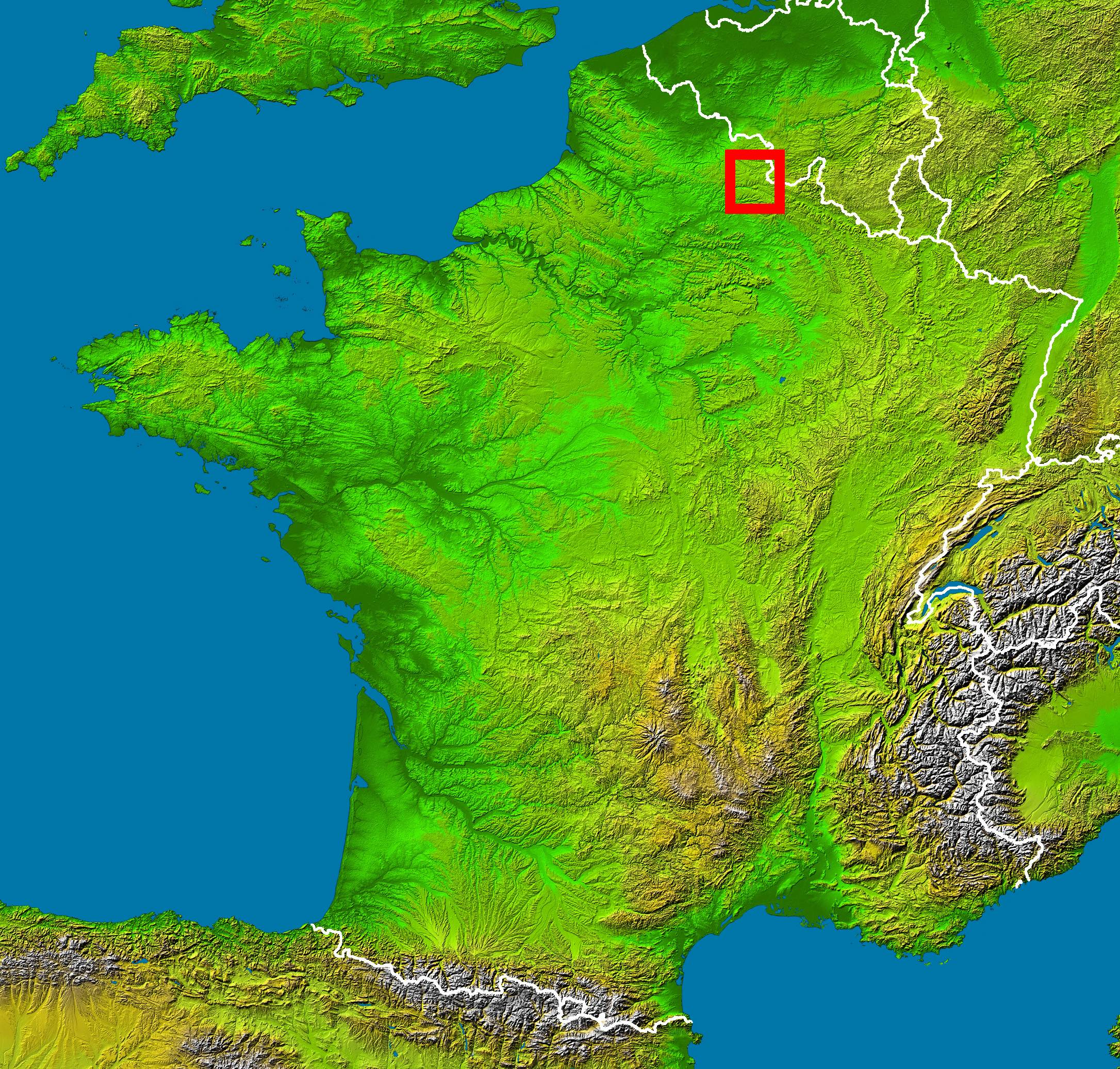
Thiérache

## Geschichte
Als Grenzregion hatte das Gebiet besonders im 16. und 17. Jahrhundert im Achtzigjährigen Krieg immer wieder unter dem Einfall marodierender Söldnertruppen zu leiden. In dieser Zeit wurden in zahlreichen Dörfern die mittelalterlichen Kirchen mit Verteidigungstürmen und Schutzräumen unter dem Dach versehen und für die Dorfbevölkerung zu Wehrkirchen ausgebaut.

## Sehenswürdigkeiten

### Wehrkirchen in der Thiérache

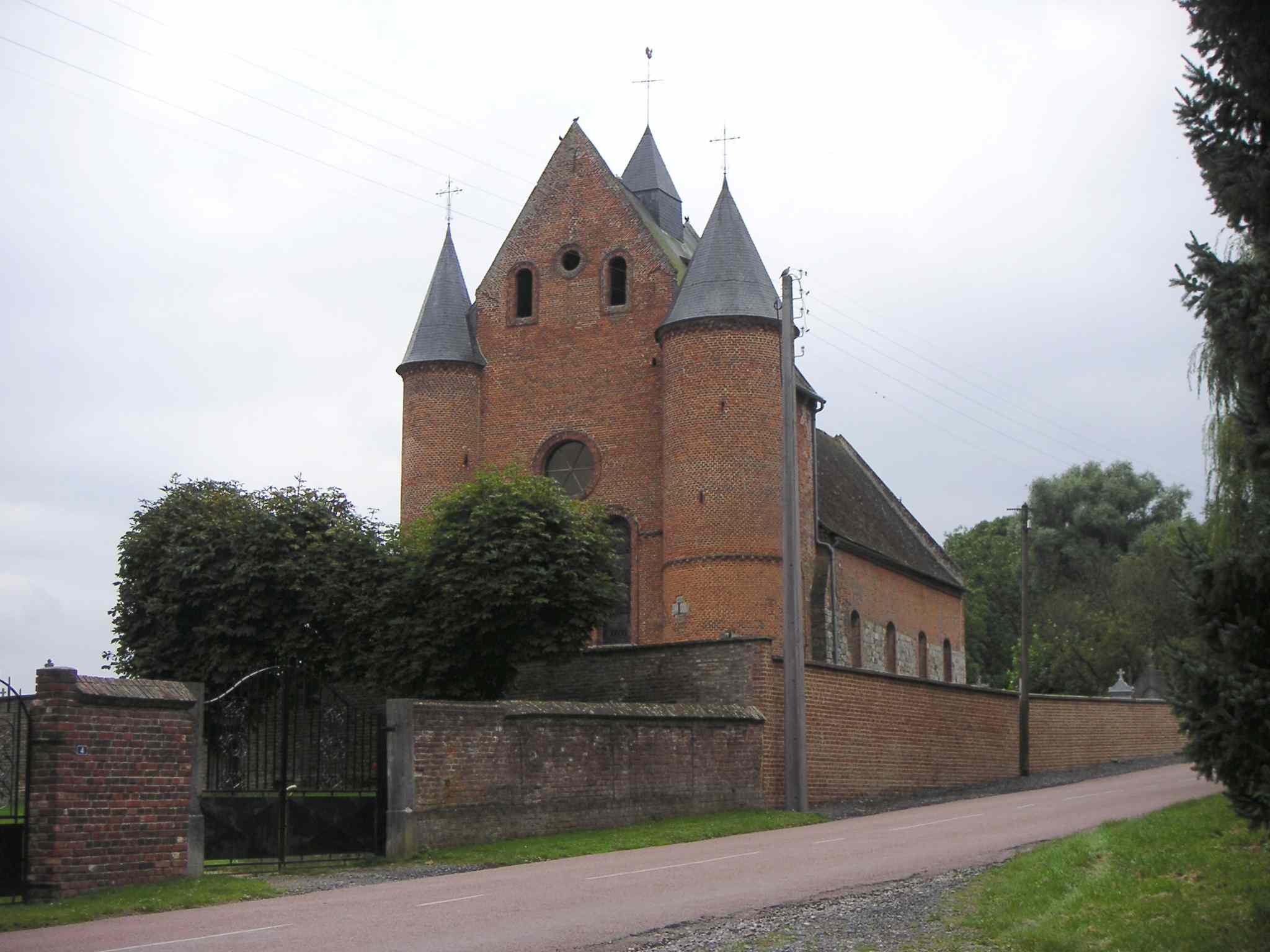
Malzy
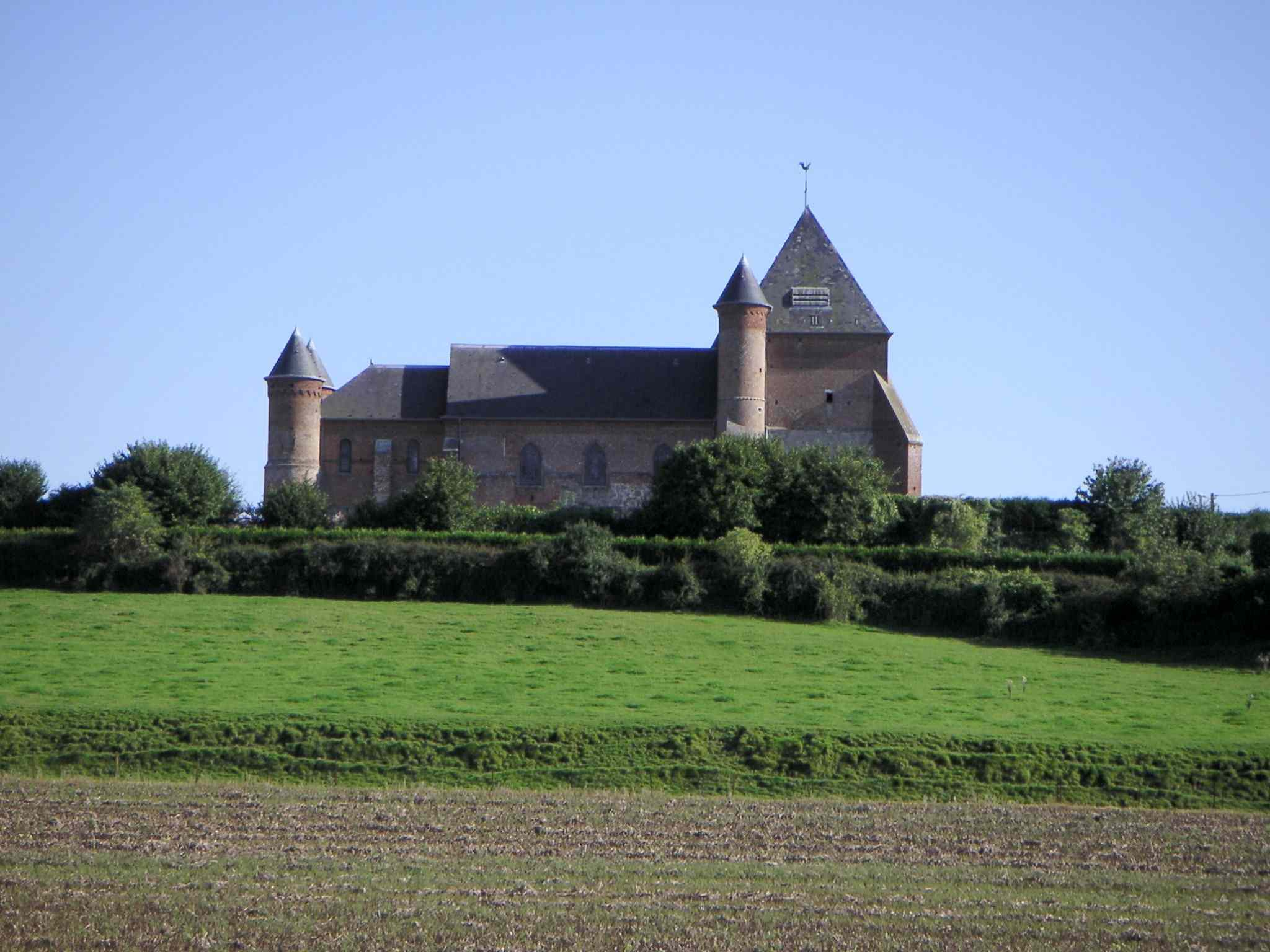
Flavigny-le-Grand-et-Beaurain
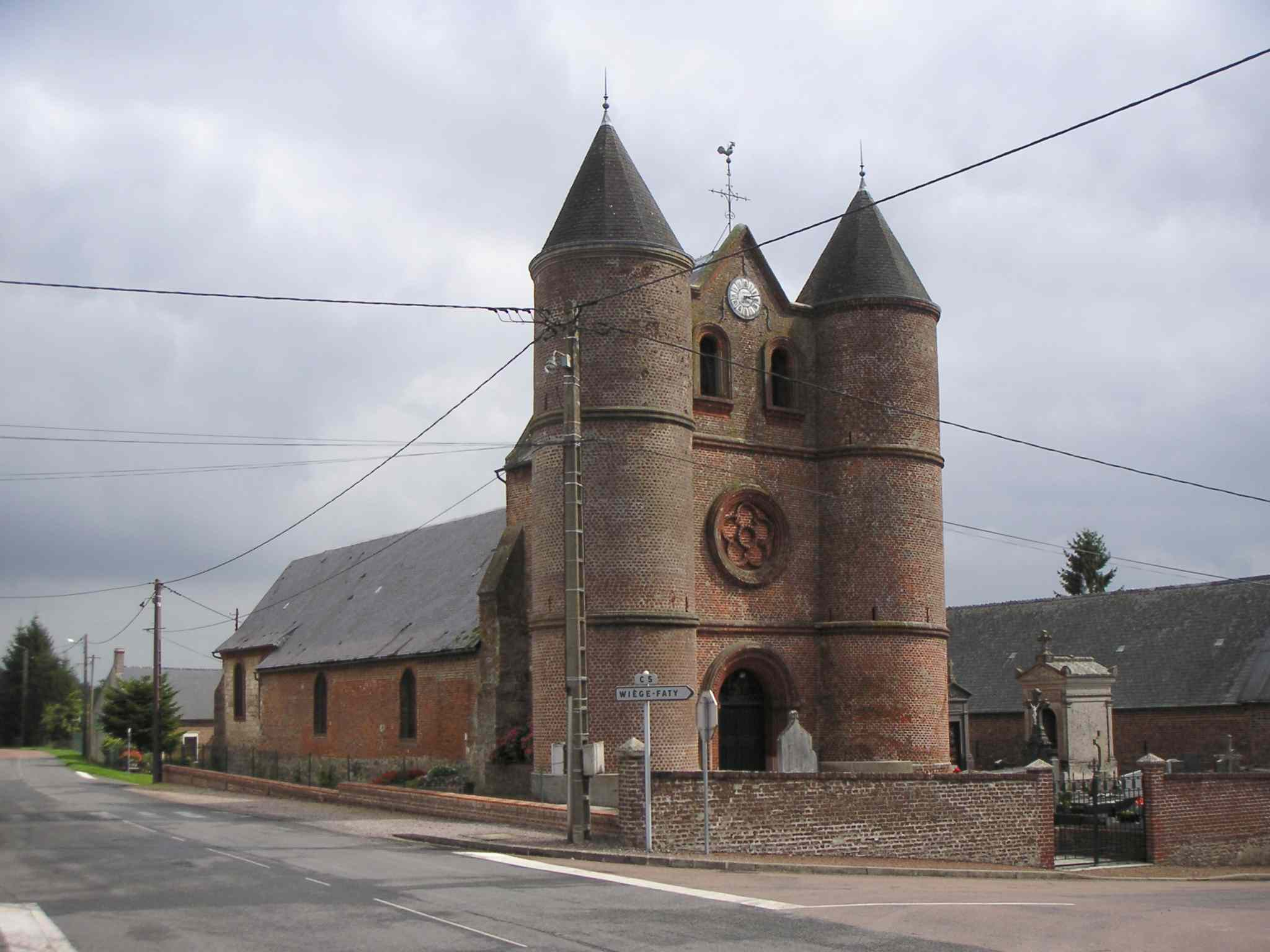
Monceau-sur-Oise
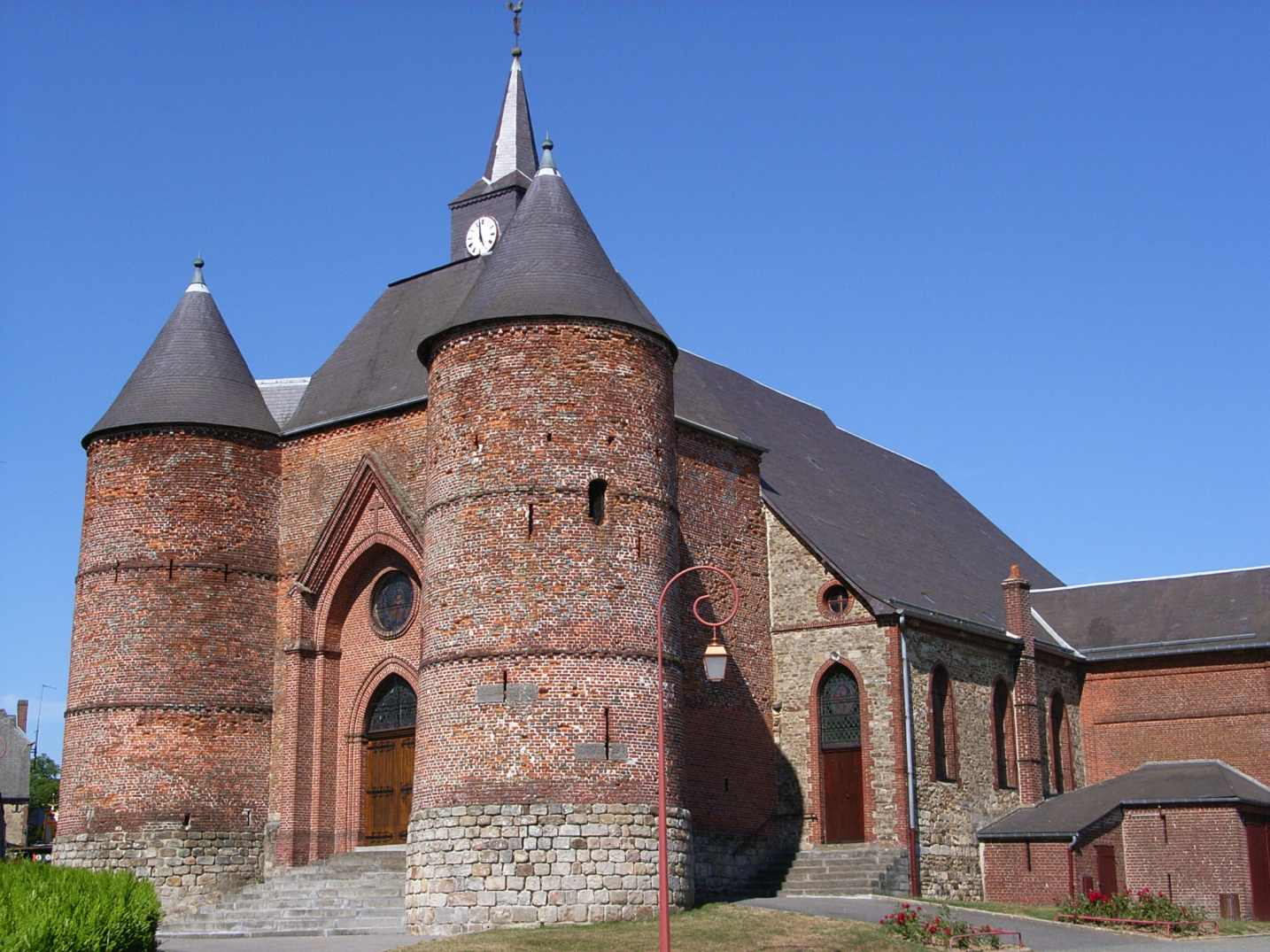
St. Martin, Wimy
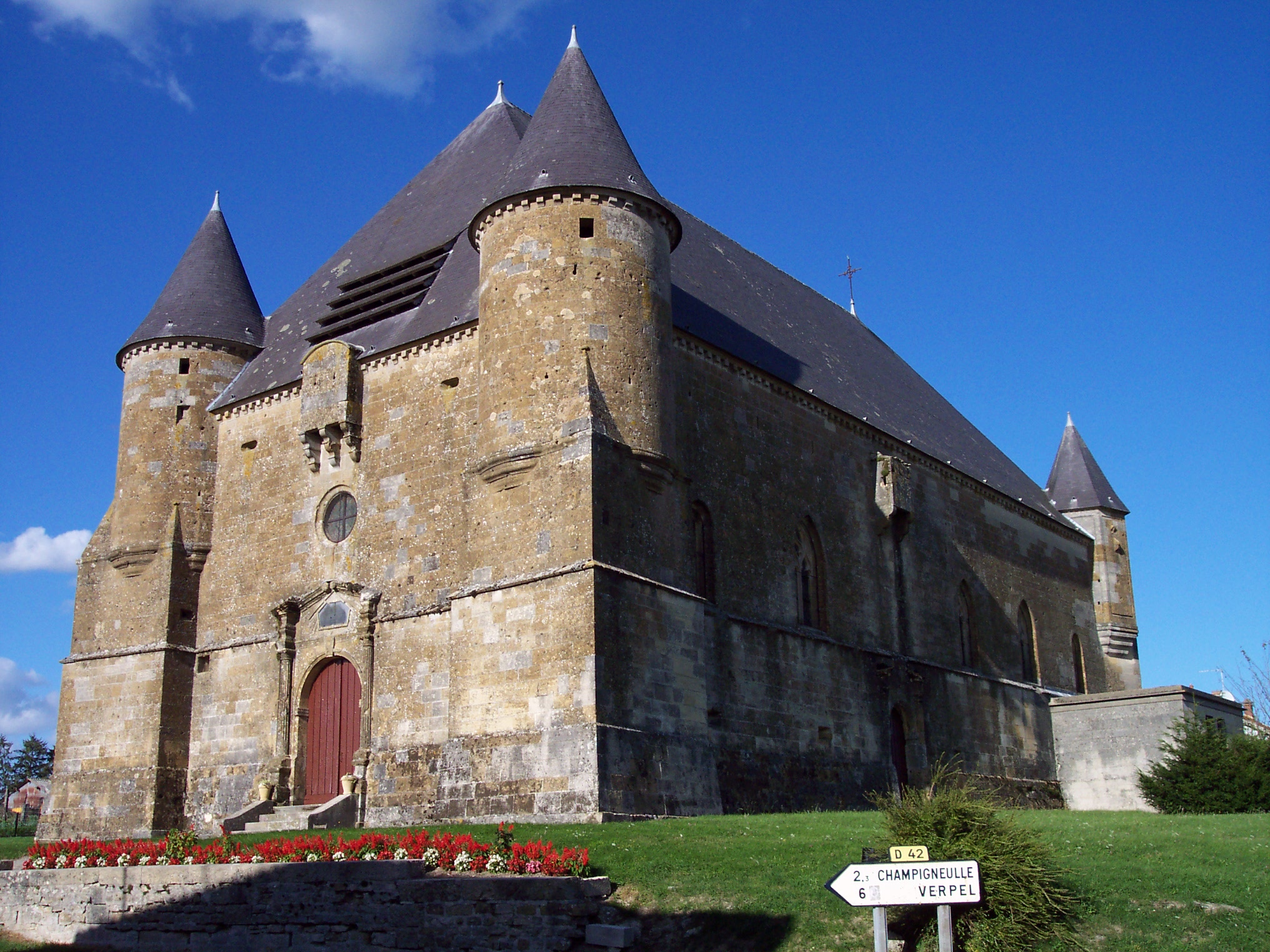
Saint-Juvin
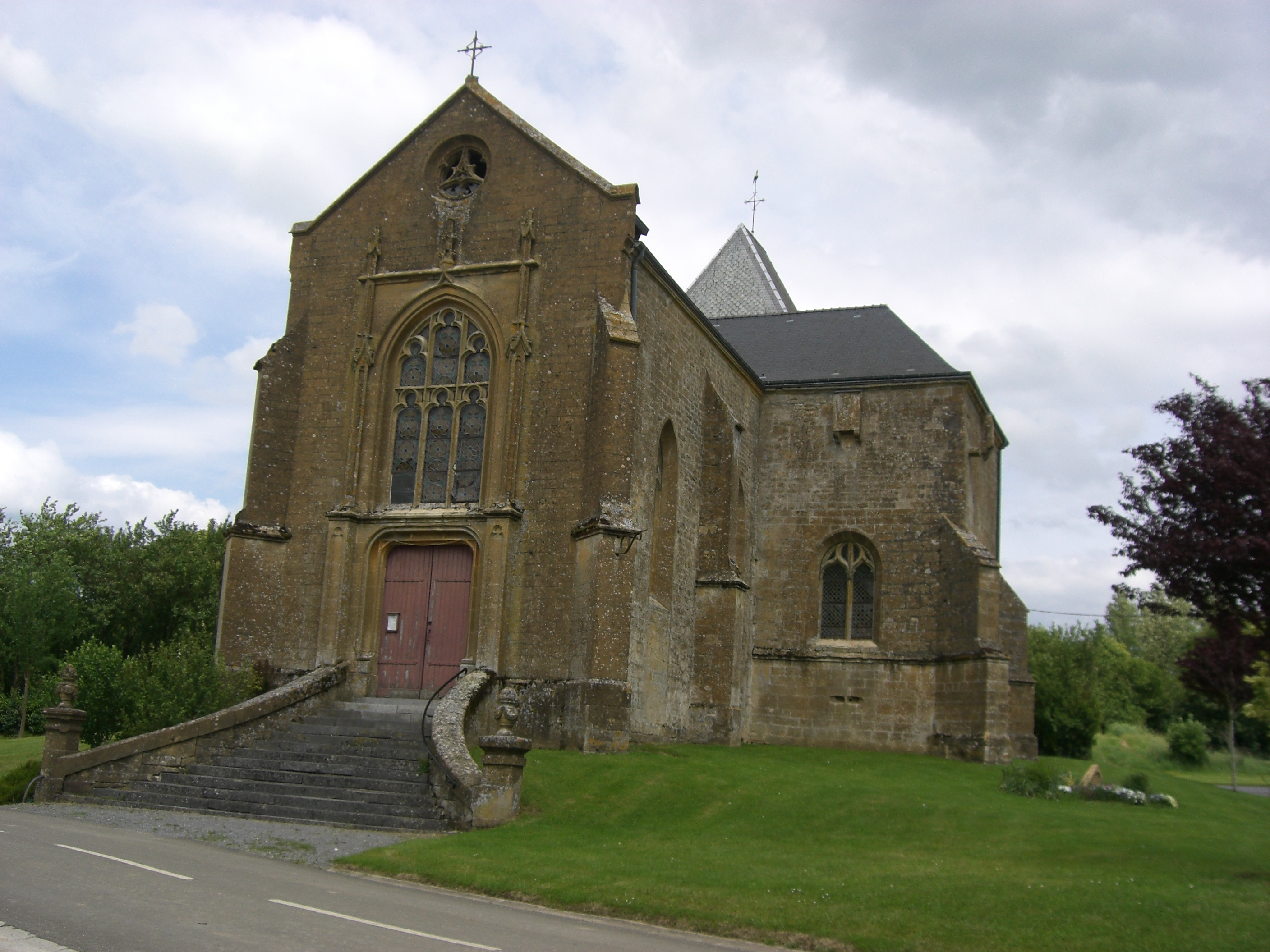
Autruche
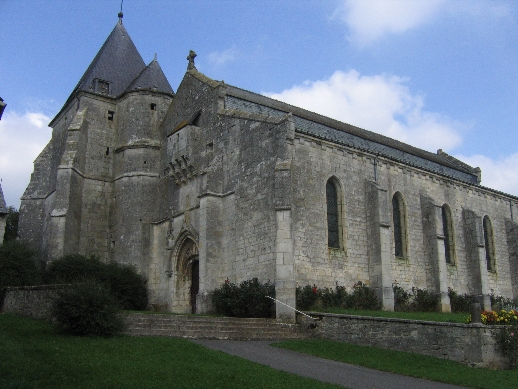
Aouste